# La Guadalupana, Oaxaca
La Guadalupana är en ort i Mexiko.   Den ligger i kommunen Villa de Tututepec de Melchor Ocampo och delstaten Oaxaca, i den sydöstra delen av landet, 400 km söder om huvudstaden Mexico City. La Guadalupana ligger 28 meter över havet och antalet invånare är 124.
Terrängen runt La Guadalupana är platt åt sydväst, men åt nordost är den kuperad. Runt La Guadalupana är det ganska glesbefolkat, med 34 invånare per kvadratkilometer. Närmaste större samhälle är Santa Rosa de Lima, 9,4 km öster om La Guadalupana. Omgivningarna runt La Guadalupana är en mosaik av jordbruksmark och naturlig växtlighet.